# قیچ

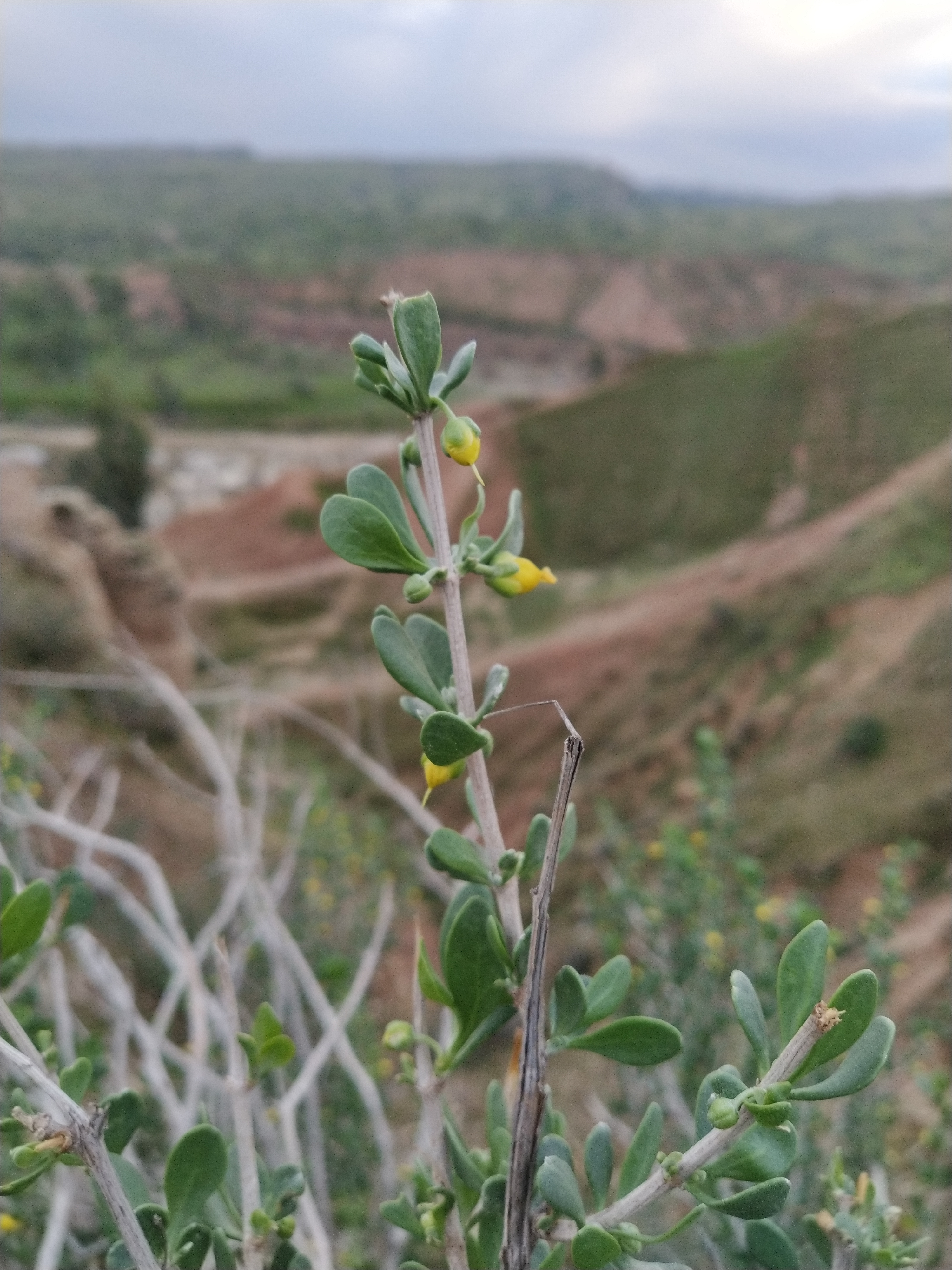
گیاه قیچ (Zygophyllum Atriplicoides) در بهبهان

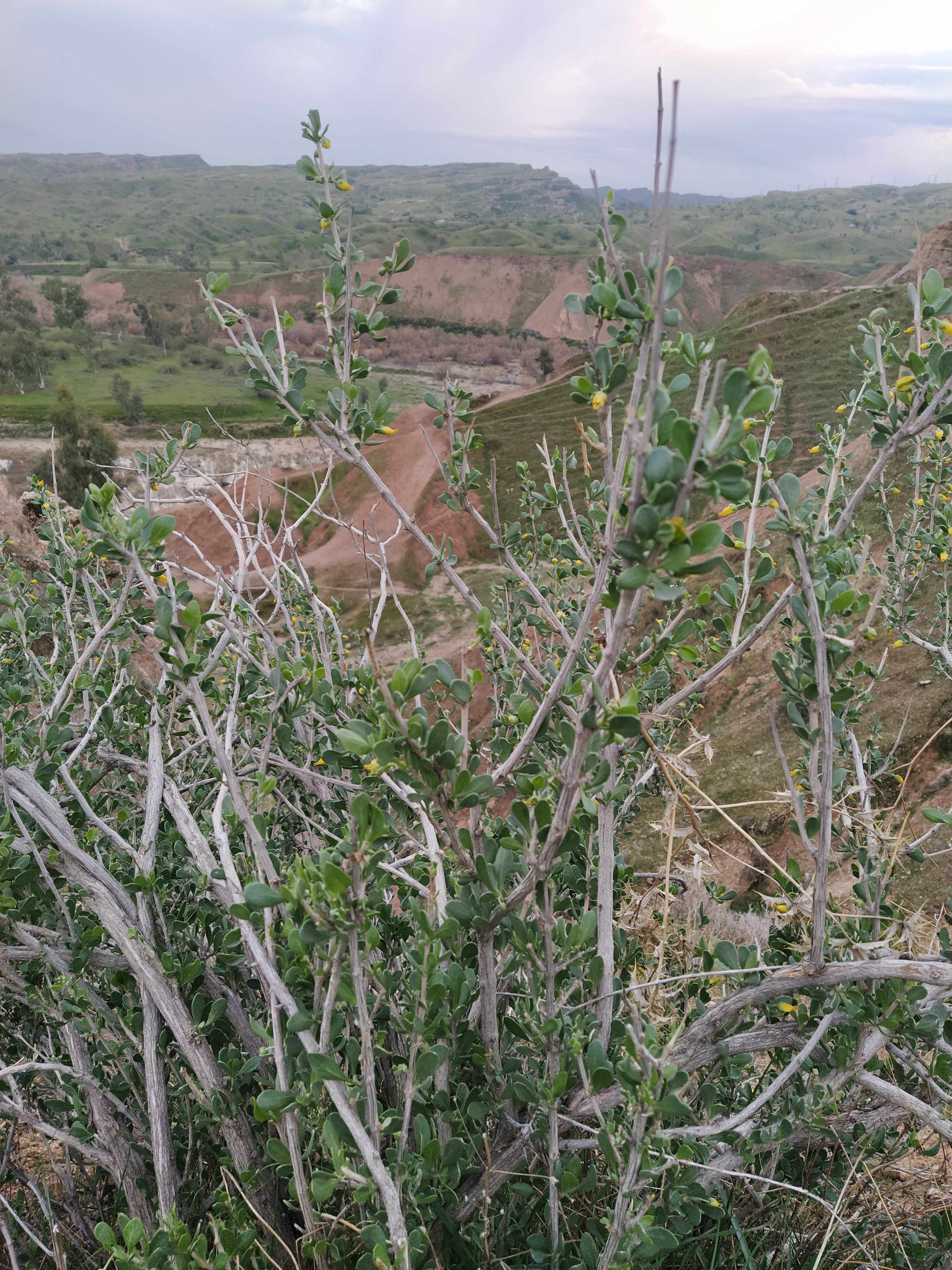
گیاه قیچ (Zygophyllum Atriplicoides) در بهبهان

قیچ (Zygophyllum) سرده‌ای از قیچیان یک‌سالهٔ علفی یا چندسالهٔ بوته‌ای است با حدود ۵۰ گونه که در نواحی خشک و نیمه‌خشک آفریقا و مدیترانه و آسیای میانه و استرالیا می‌رویند. 

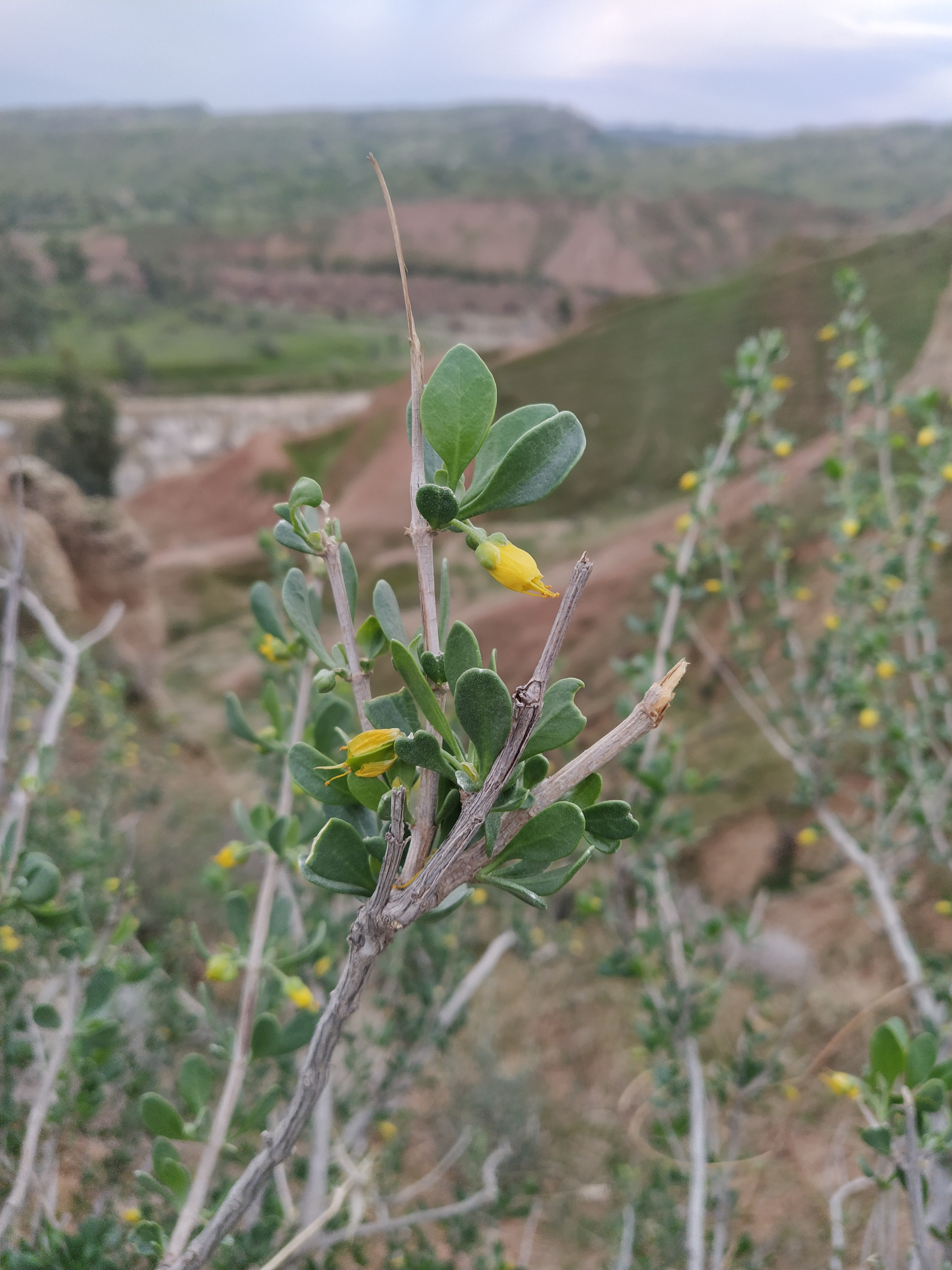
قیچ خودرو در بهبهان

شاخه‌های آن‌ها گوشتی و بدون کرک و برگ‌هایشان اغلب متقابل و ساده و معمولاً دمبرگ‌دار یا بدون دمبرگ و گوشتی است.

## نگارخانه

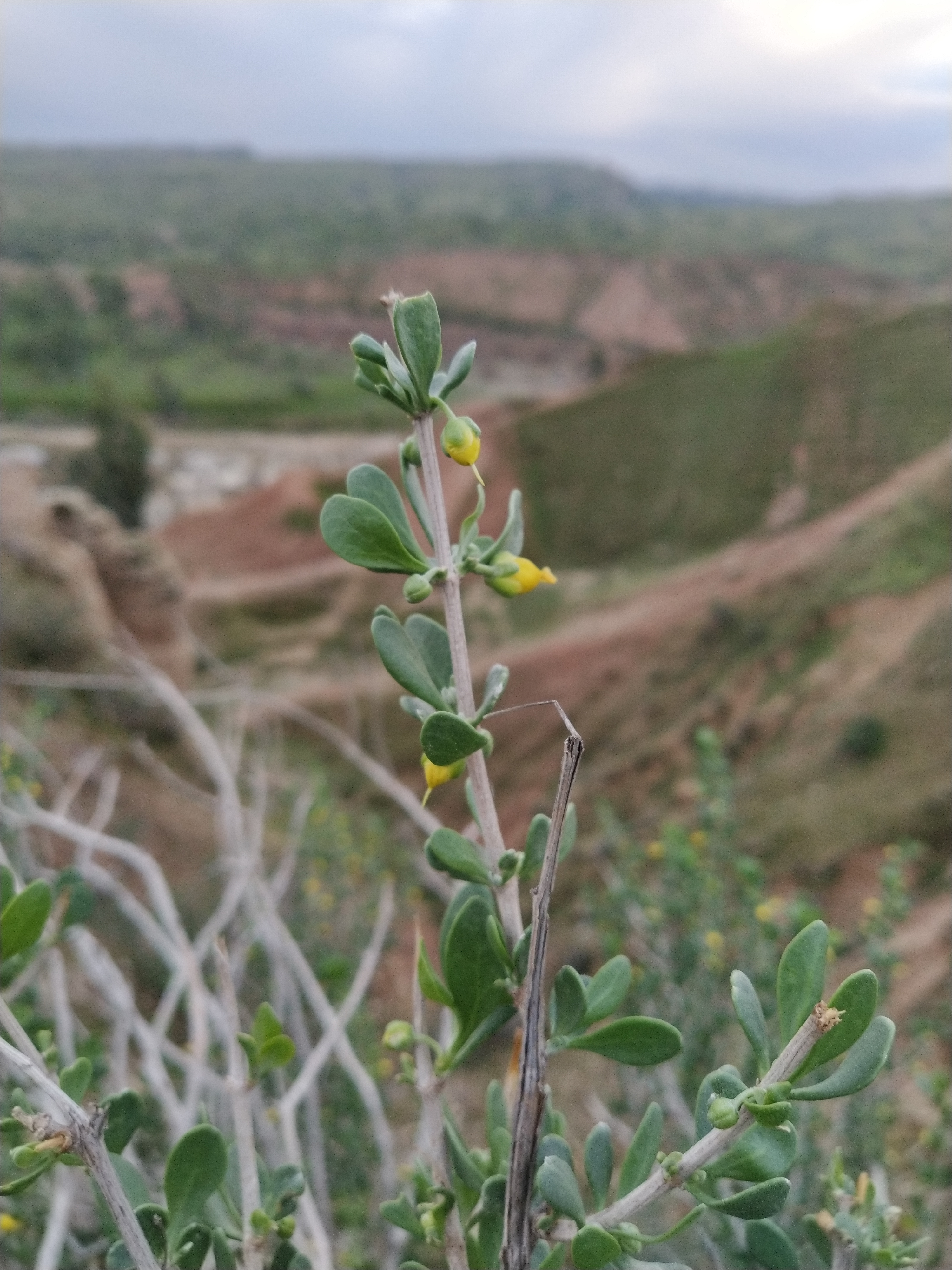
قیچ خودرو (Zygophyllum Atriplicoides) در بهبهان
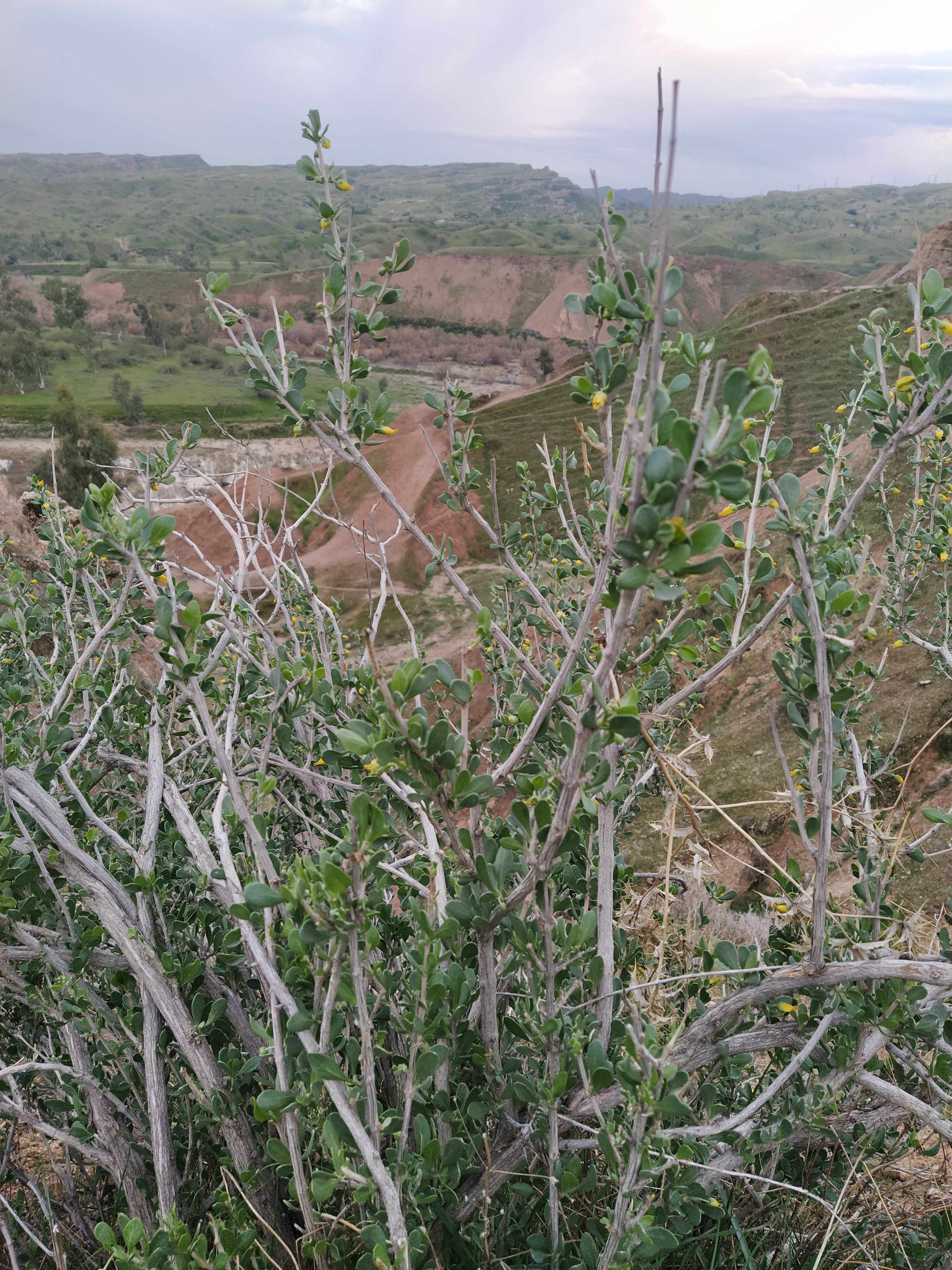
قیچ خودرو (Zygophyllum Atriplicoides) در بهبهان
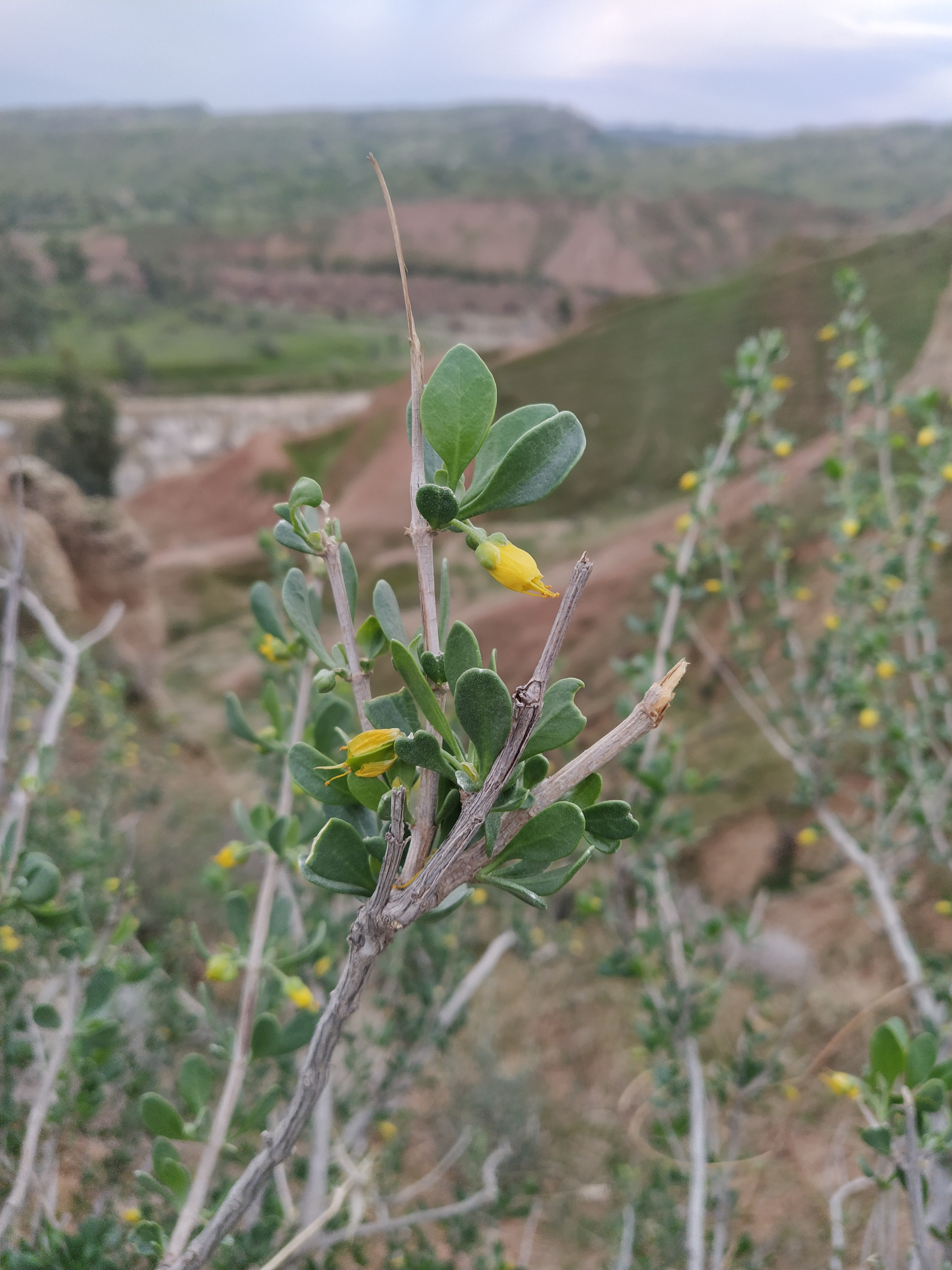
قیچ خودرو در بهبهان